# Рене Амель (велогонщик)
Рене Амель (фр. René Hamel, 14 жовтня 1902 — 7 листопада 1992) — французький велогонщик.
Олімпійський чемпіон 1924 року в роздільній командній гонці, бронзовий призер 1924 року в роздільній індивідуальній гонці.